# Unersetzlich
Unersetzlich (Originaltitel: Irreplaceble You) ist eine US-amerikanische romantische Filmkomödie aus dem Jahr 2018. Die Hauptrollen spielen Gugu Mbatha-Raw und Michiel Huisman. Der Film wurde am 16. Februar 2018 von Netflix veröffentlicht.

## Handlung
Abbie und Sam sind seit ihrer Kindheit beste Freunde und wollen heiraten. Ihr Leben bricht zusammen, als bei Abbie die Diagnose Krebs im Endstadium gestellt wird.
Angesichts der Aussicht auf einen ungewissen Zeitplan beginnt Abbie mit der Suche nach einer neuen Liebe für Sam, damit dieser glücklich wird. Während ihrer Suche schließt Abbie ungewöhnliche Freundschaften mit drei Patienten aus einer Krebs-Selbsthilfegruppe, denen eines gemeinsam ist: Sie konzentrieren sich auf das Leben, während sie sterben.
Abbie und Sam streiten sich, weil Sam sich nicht mit Abbies Vorhaben, für ihn eine neue Liebe zu finden, anfreunden kann. Schließlich gibt Abbie ihr Vorhaben auf und sagt, sie gebe Sam frei. Sam jedoch geht auf die Knie und bittet Abbie, ihn zu heiraten.
Obwohl es Abbie offensichtlich immer schlechter geht, planen sie ihre Hochzeitsfeier, die sie in ihrer Wohnung abhalten wollen.
Abbie stirbt auf dem Sofa liegend mit einem Lächeln auf ihrem Gesicht.
Auf der Trauerfeier liest Sam den Gästen einen letzten Brief von Abbie vor: Sie war sich sicher, die Hochzeit nicht mehr zu erleben, und wünscht sich, dass dennoch eine Party stattfindet.

## Synchronisation
Unersetzlich wurde bei der Berliner Interopa Film unter der Dialogregie von Klaus Hüttmann synchronisiert, der gemeinsam mit Änne Troester das Dialogbuch schrieb.
| Darsteller         | Deutscher Sprecher   | Rolle          |
| ------------------ | -------------------- | -------------- |
| Gugu Mbatha-Raw    | Kaya Marie Möller    | Abbie          |
| Michiel Huisman    | Karlo Hackenberger   | Sam            |
| Christopher Walken | Bodo Wolf            | Myron          |
| Brian Tyree Henry  | Jan-David Rönfeldt   | Benji          |
| Erin Richards      | Janine Kreß          | Amber          |
| Timothy Simons     | Matthias Deutelmoser | Dominic        |
| Rick Holmes        | Rainer Doering       | Dr. Kessler    |
| Zabryna Guevara    | Daniela Thuar        | Dr. Michaelson |
| Jacki Weaver       | Heike Schroetter     | Estelle        |
| Tamara Tunie       | Martina Treger       | Jane           |
| Kate McKinnon      | Antje von der Ahe    | Kate           |
| Jessie Ennis       | Lina Rabea Mohr      | Melanie        |
| Tami Sagher        | Almut Zydra          | Meryl          |
| Merritt Wever      | Anna Dramski         | Mindy          |
| Gayle Rankin       | Maja Maneiro         | Mira           |
| Steve Coogan       | Oliver Stritzel      | Mitch          |
| Glenn Fleshler     | Hendrik Martz        | Phil           |
| Alanna Masterson   | Marieke Oeffinger    | Sally          |

## Rezeption
Auf Rotten Tomatoes hat der Film eine Zustimmungsrate von 32 % basierend auf 19 Rezensionen und eine durchschnittliche Bewertung von 5,2/10 erhalten.